# Brian Tyree Henry
Brian Tyree Henry (31 de março de 1982) é um ator estadunidense, conhecido por atuar na série do FX Atlanta e nos filmes Widows, If Beale Street Could Talk e Spider-Man: Into the Spider-Verse. Foi indicado ao Primetime Emmy, Óscar e ao Tony Award por atuações no teatro, cinema e na televisão.

## Biografia
Nascido em Fayetteville, Carolina do Norte, Henry foi criado em Washington. Seu pai trabalhava no exército, e sua mãe, Willow Dean Kearse, era educadora. Henry frequentou a Faculdade Morehouse em Atlanta, Geórgia, cursando Administração de Empresas. Se tornou ator na primeira metade da década de 2000, recebendo seu diploma de mestrado da Yale School of Drama.

## Carreira
Henry fez parte do elenco original de The Book of Mormon, peça de teatro musical de autoria dos criadores de South Park. Seu trabalho em Lobby Hero, na Broadway, lhe rendeu uma indicação para o Tony Award de 2018, na categoria Melhor Ator em Peça de Teatro.
Seus principais papéis na televisão incluem Alfred "Paper Boi" Miles, em Atlanta, pelo qual recebeu uma indicação ao Primetime Emmy Award de Melhor Ator Coadjuvante em Série de Comédia, e Dascius Brown, em Vice Principals. Em 2017, Henry foi ator convidado no drama da NBC This is Us, no episódio "Memphis", interpretando Ricky, sendo indicado posteriormente a um Primetime Emmy Award.
Em 2018, foi escalado para participar em Child's Play (br: Brinquedo Assassino; pt: Chucky, o Boneco Diabólico), uma releitura do filme homônimo de 1988.
No dia 20 de julho de 2019, durante o painel da Marvel Studios na San Diego Comic-Con, Henry foi anunciado como integrante do elenco de "Eternos", filme a ser lançado em 2020.

## Vida pessoal
Willow Deane Kearse, mãe de Brian, morreu no início de 2016. O episódio Woods, da série Atlanta, na qual Henry é protagonista, foi dedicado a Kearse.

## Filmografia

### Cinema
| Ano  | Título                              | Papel                 | Notas                                     |  |
| ---- | ----------------------------------- | --------------------- | ----------------------------------------- |  |
| 2015 | Puerto Ricans in Paris              | Spencer               |                                           |  |
| 2017 | Person to Person                    | Mike                  |                                           |  |
| 2017 | Crown Heights                       | Massup                |                                           |  |
| 2018 | Irreplaceable You                   | Benji                 |                                           |  |
| 2018 | Family                              | Pete                  |                                           |  |
| 2018 | Hotel Artemis                       | Honolulu              |                                           |  |
| 2018 | White Boy Rick                      | Mel "Roach" Jackson   |                                           |  |
| 2018 | Widows                              | Jamal Manning         |                                           |  |
| 2018 | If Beale Street Could Talk          | Daniel Carty          |                                           |  |
| 2018 | Spider-Man: Into the Spider-Verse   | Jefferson Davis (voz) |                                           |  |
| 2019 | Don't Let Go                        | Garret Radcliff       |                                           |  |
| 2019 | Child's Play                        | Detective Mike Norris |                                           |  |
| 2019 | Joker                               | Carl                  |                                           |  |
| 2020 | The Outside Story                   | Charles Young         |                                           |  |
| 2020 | Superintelligence                   | Dennis Caruso         |                                           |  |
| 2021 | Godzilla vs. Kong                   | Bernie Hayes          |                                           |  |
| 2021 | The Woman in the Window             | Detetive Little       |                                           |  |
| 2021 | Eternals                            | Phastos               |                                           |  |
| 2022 | Bullet Train                        | Lemon                 |                                           |  |
| 2022 | Causeway                            | James Aucoin          | Indicado Oscar de Melhor Ator Coadjuvante |  |
| 2023 | Spider-Man: Across the Spider-Verse | Jefferson Davis (voz) |                                           |  |
| 2024 | Transformers One                    | Megatron (voz)        |                                           |  |

### Televisão
| Ano         | Título                      | Papel                                   | Notas |
| ----------- | --------------------------- | --------------------------------------- | --- |
| 2009        | Lei e Ordem                 | Ben                                     | Episódio: "Dignity" |
| 2010        | The Good Wife               | Randall Simmons                         | Episódio: "Double Jeopardy" |
| 2013        | Boardwalk Empire            | Winston aka Scrapper                    | 2 episódios |
| 2014        | The Knick                   | Larkin                                  | Episódio: "The Busy Flea" |
| 2016 – 2022 | Atlanta                     | Alfred "Paper Boi" Miles                | Elenco principal Indicado - Prêmio Gold Derby (2017) Indicado - Gold Derby Award para Melhor Ator Coadjuvante em Série de Comédia (2017) Indicado - MTV Movie & TV Award de Melhor Dupla (com Lakeith Stanfield) (2017) Indicado - Primetime Emmy Award de Melhor Ator Coadjuvante em Série de Comédia (2018) A confirmar - prêmio do Screen Actors Guild Award para Melhor Elenco em Série de Comédia (2019) |
| 2016–17     | Vice-Principals             | Dascius Brown                           | 3 episódios |
| 2017        | How to Get Away With Murder | Defensor público                        | Episódio: "Go Cry Somewhere Else" |
| 2017        | This is Us                  | Ricky                                   | Episódio: "Memphis" Indicado - Gold Derby Award para Ator Convidado Indicado - Guild of Music Supervisors Award de Melhor Canção para Televisão Indicado - Primetime Emmy Award de Melhor Ator Convidado em Série Dramática |
| 2017        | Drop the Mic                | "ele mesmo"                             | Episódio: " David Arquette vs. Brian Tyree Henry / Jesse Tyler Ferguson vs. Chrissy Metz " |
| 2018        | Drunk History               | Berry Gordy                             | Episódio: "Game Changers" |
| 2018        | Bojack Horseman             | Cooper Thomas Rogers Wallace, Jr. (voz) | Episódio: "A História de Amelia Earhart" |
| 2018        | Room 104                    | Arnold                                  | Episódio: "Arnold" |

## Teatro
| Ano  | Título                         | Papel             | Local                   | Notas |
| ---- | ------------------------------ | ----------------- | ----------------------- | --- |
| 2007 | Romeu e Julieta                | Teobaldo Capuleto | Shakespeare In The Park | |
| 2007 | The Brothers Size              | Oxóssi            | The Public Theater      | |
| 2009 | In The Red and Brown Water     | Egungum           | The Public Theater      | |
| 2009 | Marcus; Or the Secret of Sweet | Oxóssi / Terrell  | The Public Theater      | |
| 2011 | O Livro de Mórmon              | General           | Eugene O'Neill Theatre  | |
| 2014 | The Fortress of Solitude       | Robert Woolfolk   | The Public Theater      | |
| 2018 | Lobby Hero                     | William           | Teatro Helen Hayes      | Indicado - Drama Desk Award de Melhor Ator em Peça de Teatro Indicado - Drama League Award por Performance de Destaque Indicado - Tony Award de Melhor Ator em Peça de Teatro |